# Burejska Elektrownia Wodna
Burejska Elektrownia Wodna (także Zapora Burejska, ros. Бурейская гидроэлектростанция) – zapora wodna na rzece Bureja, w bliskim sąsiedztwie osiedla Tałakan, na tzw. rosyjskim Dalekim Wschodzie, w azjatyckiej części Rosji.
Elektrownia wodna na Burei została zbudowana przez rosyjskie konsorcjum Buriejagesstroj, jej budowa rozpoczęła się już w 1976 roku, ale przez długi czas aż do roku 1999 jej budowa była wstrzymywana. W 1999 roku holding energetyczny RAO JES  z uwagi na kryzys energetyczny w tym rejonie Rosji, zalecił ponowne finansowanie projektu jako sprawę priorytetową. Budowa samej zapory wraz z uruchomieniem pierwszej turbiny w kompleksie nastąpiła w 2003 roku. Uruchomienie wszystkich jednostek turbinowych nastąpiło w 2009 roku. Zakończenie i uporządkowanie terenu tamy, oraz umieszczenie jej w stałej eksploatacji planowane jest na 2013 rok, po wizytacji tamy przez rządową komisję. Kompleks elektrowni wodnych należy do koncernu RusGidro.

## Dane techniczne
- Wysokość zapory: 139 metrów[1]
- Długość zapory u szczytu: 810 metrów[1]
- Moc turbin: 6×335 MW
- Całkowita moc generowana: 2010 MW[2][3]

## Zbiornik wodny
Powierzchnia zbiornika wodnego Bureja przy normalnym poziomie wynosi około 750 km², natomiast w martwym poziomie około 400 km². Jego długość i szerokość to odpowiednio 234 km i 5 km, a całkowita pojemność użyteczna zbiornika to około 20,94 km³. 
Systematyczne napełnianie zbiornika zaczęto 15 kwietnia 2003 roku aż do określonego poziom wodnego, który osiągnął podczas letniego sezonu monsunowego w 2009 roku. Napełnianie spowodowało zalanie około 64 tysięcy hektarów ziemi, głównie lasów, oraz około 72 ha obszarów rolniczych, z których większość znajduje się na terytorium Kraju Chabarowskiego.